# Álvaro Fina Domínguez
Álvaro Fina Domínguez (Buga, 1945) es un empresario y dirigente deportivo colombiano, quien fue Presidente de la Federación Colombiana de Fútbol.

## Biografía
Nació en Buga, Valle del Cauca, en 1945. Tras terminar el colegio, comenzó una carrera de Derecho en la Universidad Javeriana, pero no la concluyó; igualmente, comenzó estudios de Administración de Empresas pero no los acabó. Se retiró del estudio y comenzó a trabajar en la empresa Carrocerías Superior.
En la década de 1970 se vinculó a la División Mayor del Fútbol Colombiano, donde fue a trabajar en el Tribunal de Penas de la Dimayor. De allí pasó al Tribunal Deportivo de la Federación Colombiana de Fútbol (FCF). Tras la crisis desatada por la renuncia del cuestionado presidente Juan José Bellini, en 1996 Fina logró imponerse como candidato de la unidad entre los altos dirigentes del fútbol colombiano y fue designado Presidente de la Federación.
Su gestión al frente de la FCF fue marcada por escándalos como la pérdida de 100.000 boletas que Colombia había recibido para el Mundial de Fútbol de Francia de 1998. También se realizó la Copa América de 2001, que logró mantener en Colombia pese a la situación de inseguridad y los atentados terroristas en ciudades sede, torneo, que finalmente ganó Colombia y la posicionó el puesto 4 en la clasificación mundial de la FIFA.
Tras reelegirse con éxito en 1998 y 2002, perdió la reelección en 2002 y fue sucedido por Óscar Astudillo en el cargo.
Tras retirarse de la dirigencia deportiva, se ha dedicado a la ganadería en Valle del Cauca.